# Гниловід
Гниловід — річка в Україні, у Бучанському районі Київської області. Права притока Здвижу (басейн Дніпра).

## Опис
Довжина річки приблизно 5,8 км.

## Розташування
Бере початок на південному заході від Буди-Бабинецької. Тече переважно на північний захід через Бабинці і впадає у річку Здвиж, праву притоку Тетерева.